# クライスラー・IV-2220

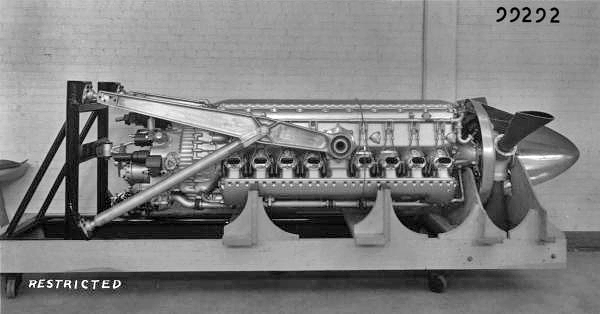
IV-2220

クライスラー・IV-2220はアメリカ合衆国の自動車メーカーであるクライスラーが1940年に試作した水冷倒立V型16気筒の航空機用エンジンである。同社にとって最初のヘミエンジンであり、以後ヘミエンジンはクライスラーのトレードマークとなった。

## 主要諸元(XIV-2220-11)
- 型式：水冷倒立V型16気筒ガソリンエンジン
- ボア×ストローク：147.32 mm×133.35 mm (5.8 in×5.25 in)
- 排気量：36.37 L (2,219.35 in³ )
- 全長：3,100 mm (122 in)
- 乾燥重量：1,015 kg (2,440 lb)